# Villanueva de las Torres
Villanueva de las Torres è un comune spagnolo di 849 abitanti situato nella comunità autonoma dell'Andalusia.